# Mogens Herman Hansen
Mogens Herman Hansen (* 20. August 1940 in Frederiksberg; † 22. Juni 2024) war ein dänischer Althistoriker.

## Werdegang
Hansen studierte an der Universität Kopenhagen und lehrte dort seit 1968. Er war von 1993 bis 2005 Leiter des Copenhagen Polis Center. Er galt als „einer der besten Kenner der athenischen Geschichte und Verfassung“. In dem Buch Die athenische Demokratie von Jochen Bleicken, das lange Zeit als Standardwerk galt, ist er der meistzitierte moderne Historiker. Laut Beat Näf war er „der heute bedeutendste Erforscher der attischen Demokratie“.
Hansen war insbesondere auf die Zeit des Demosthenes spezialisiert und beteiligte sich prominent an der kontrovers geführten Debatte über den Charakter der griechischen Polis, die er als Stadtstaat interpretierte.

## Werke
- Atimistraffen i Athen i klassisk tid. Universitetsforlag, Odense 1973.
- The sovereignty of the people's court in Athens in the fourth century B. C. and the public action against unconstitutional proposals (= Odense University classical studies. Band 4). Odense University Press, Odense 1974, ISBN 87-7492-116-9.
- mit Signe Isager: Aspects of Athenian society in the fourth century B. C. A historical introduction to and commentary on the paragraphe-speeches and the speech against Dionysodorus in the corpus Demosthenicum (XXXII- XXXVIII and LVI). Übersetzt von Judith H. Rosenmeier (= Odense University classical studies. Band 5). Odense University Press, Odense 1975, ISBN 87-7492-129-0.
- Eisangelia. The sovereignty of the people’s court in Athens in the fourth century B. C. and the impeachment of generals and politicians (= Odense university classical studies. Band 6). Odense University Press, Odense 1975, ISBN 87-7492-136-3.
- Apagoge, Endeixis and Ephegesis against Kakourgoi, Atimoi and Pheugontes. A study in the Athenian administration of justice in the 4. century B. C. (= Odense University classical studies. Band 8). Odense University Press, Odense 1976, ISBN 87-7492-167-3.
- The Athenian ecclesia. A collection of articles 1976–1983 (= Opuscula graecolatina. Band 26). Museum Tusculanum Press, Kopenhagen 1983, ISBN 87-88073-54-8.
- Initiative und Entscheidung. Überlegungen über die Gewaltenteilung im Athen des 4. Jahrhunderts (= Xenia. Band 6). Universitätsverlag Konstanz, Konstanz 1983, ISBN 3-87940-226-4.
- Die athenische Volksversammlung im Zeitalter des Demosthenes (= Xenia. Band 13). Universitätsverlag Konstanz, Konstanz 1984, ISBN 3-87940-262-0 (englische Übersetzung: The Athenian assembly in the age of Demosthenes. Blackwell, Oxford 1987, ISBN 0-631-15485-X).
- Demography and democracy. The number of Athenian citizens in the 4th cent. B.C. Systime, Herning 1986, ISBN 87-7351-421-7.
- The Athenian ecclesia. A collection of articles 1983–1989 (= Opuscula graecolatina. Band 26). Museum Tusculanum Press, Kopenhagen 1983, ISBN 87-7289-058-4.
- Was Athens a democracy? Popular rule, liberty and equality in ancient and modern political thought (= Historisk-filosofiske meddelelser. Nummer 59). Munksgaard, Kopenhagen 1989, ISBN 87-7304-194-7.
- The Athenian democracy in the age of Demosthenes. Structure, principles and ideology. Blackwell, Oxford 1991, ISBN 0-631-13822-6 (Neuausgaben: Oxford 1993, London 1999).
- Hvad er en politiker og hvem er politikere? (= Historisk-filosofiske meddelelser. Nummer 65). Munksgaard, Kopenhagen 1992, ISBN 87-7304-237-4.
- Die athenische Demokratie im Zeitalter des Demosthenes. Struktur, Prinzipien und Selbstverständnis. Akademie-Verlag, Berlin 1995, ISBN 3-05-002235-3.
- The trial of Sokrates – from the Athenian point of view (= Historisk-filosofiske meddelelser. Nummer 71). Historisk-filosofiske meddelelser, Kopenhagen 1995, ISBN 87-7304-266-8.
- The tradition of ancient Greek democracy and its importance for modern democracy (= Historisk-filosofiske meddelelser. Nummer 93). Det Kongelige Danske Videnskabernes Selskab, Kopenhagen 2005, ISBN 87-7304-320-6.
- Studies in the population of Aigina, Athens and Eretria (= Historisk-filosofiske meddelelser. Band 94). Det Kongelige Danske Videnskabernes Selskab, Kopenhagen 2006, ISBN 87-7304-626-4.
- Polis. An Introduction to the Ancient Greek City-State. Oxford University Press, Oxford 2006, ISBN 0-19-920850-6 (italienische Übersetzung 2012).
- The shotgun method. The demography of the ancient Greek city-state culture. University of Missouri Press, Columbia 2006, ISBN 0-8262-1667-6.
- Den moderne republikanisme og dens kritik af det liberale demokrati (= Historisk-filosofiske meddelelser. Nummer 100). Det Kongelige Danske Videnskabernes Selskab, Kopenhagen 2007, ISBN 978-87-7304-323-3.
- Political obligation in ancient Greece and in the modern world (= Scientia Danica. Series H: Humanistica. Band 8, 10). Det Kongelige Danske Videnskabernes Selskab, Kopenhagen 2015, ISBN 978-87-7304-391-2.
- Aspects of the Athenian democracy in the fourth century B.C. Reflections on Claudia Tiersch (ed.), Die Athenische Demokratie im 4. Jahrhundert. Zwischen Modernisierung und Tradition (Stuttgart 2016) (= Scientia Danica. Series H: Humanistica. Band 8, 17). Det Kongelige Danske Videnskabernes Selskab, Kopenhagen 2018, ISBN 978-87-7304-418-6.